# فهد العسكر
فهد العسكر ، من مواليد 1917م في سكة عنزة في مدينة الكويت، وتوفي في 15 أغسطس 1951م، وهو شاعر كويتي، ويعد من الشعراء الرواد في الكويت.

## نشأته
اسمه الكامل فهد بن صالح بن محمد بن عبد الله بن علي العسكر الظفيري نشأ في عائلة متديّنة، وكان والده إمام مسجد الفهد ومدرس للقرآن، ودرس في المدرسة المباركية في عام 1922 وخرج منها في عام 1930  ثم درس في المدرسة الأحمدية.
واشتهر بأشعاره، فكتب قصيدة مدح في عبد العزيز آل سعود لحنها وغناها عبد اللطيف الكويتي، فلما سمعها طلب قدوم كاتبها إلى الرياض عن طريق ممثل الملك عبد العزيز في الكويت عبد الله بن حمد النفيسي، وحلَّ ضيفا على الملك عبد العزيز في الرياض، وكان ابن عم والده عبد الله بن علي العسكر في استقباله، وعينه الملك عبد العزيز كاتبا لابنه محمد بن عبد العزيز آل سعود الذي كان يقيم بين اليمن والسعودية، وطلب من عبد الله بن علي العسكر أن يتوسّط له عند الملك لكي يرجع إلى الكويت، ثم رجع إليها.

## معاناته مع مجتمعه
كان الشاعر فهد العسكر رقيق الإحساس حاد الشعور شديد العاطفة، وقد مر بأطوار مختلفة في حياته فمن تديّن قوي إلى تحرر منطلق من جميع القيود التي تتطلبها العادات"، وأخذ يضمن شعره بعض آرائه في الدين والحياة، ويأتي بآراء وأفكار تحررية، لم يعهدها الناس عنده، إلى أن فقد التديّن تماماً، وعند ذلك رماه الناس بالكفر والجحود، ولم يكن كافراً ولا جاحداً، ورموه أيضاً بالإلحاد والفسق والفجور، ولم يكن ملحداً ولا فاسقاً ولا فاجراً واستمر في هذا الوضع إلى أن نبذه "أهله"، ولم يتوقّف الأمر عند هذا الحد ففزع أقاربه إلى أشعاره وأحرقوها حتى تمحى سيرته ويطويها النسيان، ولولا احتفاظ الأصدقاء ببعض قصائده ما تبقّى له شيء من نتاجه الأدبي. ومن أشعاره:
ليلة ذكرياتها ملء ذهني ***** وهي في ظلمة الأسى قنديلي
ليلة لا كليلة القدر بل ***** خير وخيرٌ والله من ألف جيل
أنا ديني الهوى ودمعي نبيي ***** حين أصبو ووحيه إنجيلي

## مرضه ووفاته
أكمل الباقي من عمره في غرفة مظلمة في إحدى البنايات القريبة من «سوق واجف» وسط العاصمة الكويتية، وأخذت صحته في التدهور، وبدأ يضعف بصره شيئاً فشيئاً والشيء بالشيء يذكر، فقد أصيب والده بالعمى في آخر أيامه، وفي خضم هذه العيشة البائسة دفعت شقيقه خالد العسكر للعطف عليه وأخذه إلى بيته وأقام عنده 3 أشهر قبل أن تزداد حالته سوءاً وينقل إلى المستشفى الأميري، وهناك أمضى ما يزيد عن شهرين فتك فيهما «مرض الدرن» برئتيه وأرخت وفاته بيوم 15 أغسطس من عام 1951 ، ولم يصل عليه في «مسجد المديرس» إلا الشيخ «عثمان عيسى العصفور» وثلاثة من المهرة والسيد أحمد علي راشد العجيل، ودفن في المقبرة العامة بجانب قصر نايف. وقام عبد الله زكريا الأنصاري بجمع عدد من أشعاره المتبقية، وبعدها قام بكتابة كتاب أصدر في عام 1956 يتكلم عنه.

## تكريمه
قامت مؤسسة عبد العزيز سعود البابطين للإبداع الشعري بإنشاء جائزة شعرية باسمه في 10 فبراير 2001 وذلك في العام نفسه الذي حصلت عليه الكويت على لقب عاصمة الثقافة العربية. قررت وزارة المواصلات الكويتية في 21 فبراير 2009 بالإتفاق مع رابطة الأدباء الكويتيين بتكريم عدد من الشعراء وذلك بإصدار طوابع تذكارية تخليدا لذكراهم وكان هو معهم.

## توثيق حياته
وثِّقت حياة فهد العسكر في مسلسل فهد العسكر: الرحلة والرحيل الذي يتكون من ثلاثية وإنتج في عام 1979، وقد قدم العمل باللغة العربية الفصحى، وقد أعدها ووضح السيناريو والحوار مصطفى بهجت، وكانت الثلاثة من إخراج كاظم القلاف، وقد مثل دور فهد العسكر عندما كان صغيرا بدر المسباح، وعلي البريكي عندما كان فهد العسكر شابا، وعبد الرحمن الضويحي عندما كان ناضج، وقد مثلت مريم الصالح دور الأم وإبراهيم الصلال دور الأب وعائشة إبراهيم الأخت وشارك في العمل كل من خالد العبيد وأحمد الصالح وعلي المفيدي ومنصور المنصور ومحمد السريع وعبد الرحمن العقل وجاسم النبهان وهيفاء عادل وأحلام مبارك وإبراهيم الحربي ورجاء محمد وأمين الحاج وعبد العزيز الفهد وحسين البدر وأمينة القفاص ومسافر عبد الكريم وحسين المنصور.

## كتب عنه
- مذكرات للكاتب أحمد السيد عمر، 1998.
- فهد العسكر حياته وشعره، عبد الله زكريا الأنصاري، 1997.
- معصية فهد العسكر - الوجودية في الوعي الكويتي، للكاتب والباحث عقيل يوسف عيدان، 2013.